# The Disregard of Timekeeping
Albums de Bonham
Mad Hatter
(1992)
The Disregard of Timekeeping est le premier album publié par Bonham le 12 septembre 1989 sur le label WTG. Produit par Bob Ezrin, cet album s'est classé à la 38e place du Billboard 200 le 16 décembre 1989 et a obtenu la certification de disque d'or par la RIAA le 29 janvier 1990.

## Musiciens
- Daniel MacMaster : chant
- Ian Hatton : guitare
- John Smithson : basse et claviers
- Jason Bonham : batterie et percussions

## Musiciens additionnels
- Trevor Rabin : basse et chœurs
- Jimmy ''Z'' Zauala : harmonica
- Duncan Faure : chœurs
- Bill Millay : programmation claviers et MIDI

## Titres
- "The Disregard of Timekeeping" - 2:09
- "Wait for You" - 5:02, classé à la 55e place du Billboard Hot 100 le 13 janvier 1990
- "Bringing Me Down" - 4:18
- "Guilty" - 4:37
- "Holding on Forever" - 4:56
- "Dreams" - 7:50
- "Don't Walk Away" - 4:43
- "Playing to Win" - 6:55
- "Cross Me and See" - 5:27
- "Just Another Day" - 4:26
- "Room for Us All" - 7:13